# Place Blanche-Lefebvre
Ne doit pas être confondu avec Place Blanche.
La place Blanche-Lefebvre est une place du 17e arrondissement de Paris.

## Situation et accès
Elle est située au milieu de la rue Pierre-Rebière entre les numéros 34 et 42.  
Ce site est desservi par la ligne 13 à la station de métro Porte de Clichy et par la ligne de tramway T3b à la station Honoré de Balzac.

## Origine du nom

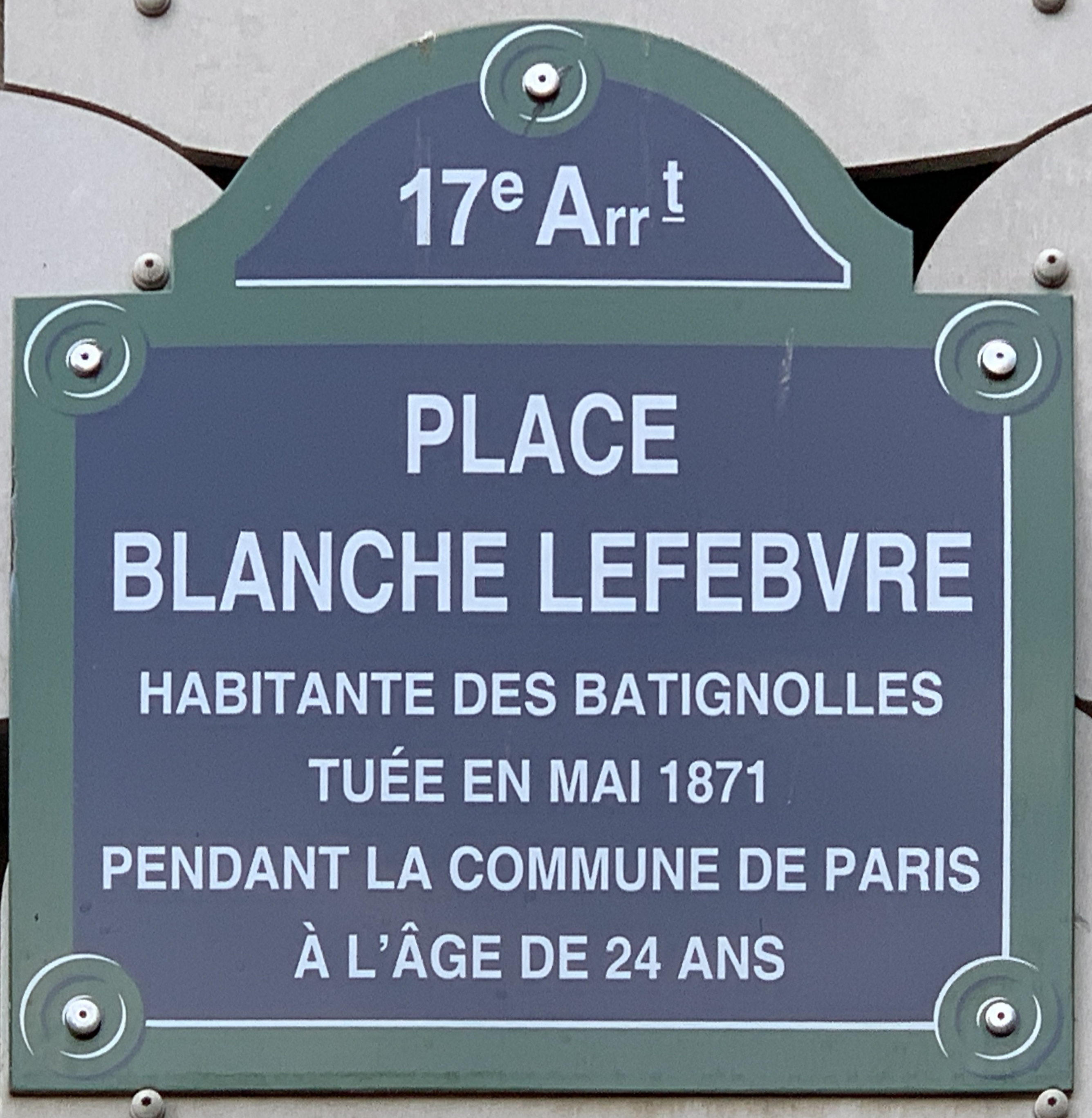
Plaque de la place.

Elle a été nommée en mémoire de Blanche Lefebvre (1847-1871), une personnalité impliquée dans la Commune de Paris de 1871, notamment dans la défense de la place Blanche. 
Blanche Lefebvre était une blanchisseuse du lavoir Sainte-Marie des Batignolles où elle participe à la gestion de la ville de Paris durant la Commune de Paris. Elle est membre du Club de la Révolution sociale qui est créé le 3 mai 1871 dans l'église Sainte-Marie des Batignolles et également membre de la Commission exécutive du Comité central de l'Union des femmes pour la défense de Paris et les soins aux blessés.
Durant la Semaine sanglante, Blanche Lefebvre combat les troupes versaillaises et est tuée le 23 mai 1871 sur la barricade des Batignolles.

## Historique
La place fut créée en 2012 dans le cadre de la ZAC Porte-Pouchet sous l'appellation provisoire « BY/17 ». En juin 2013, la mairie de Paris la dénomme « place Blanche-Lefebvre ». Elle est connectée au boulevard Bessières par le passage Rose-Valland, une allée piétonne ouverte en juillet 2012.
Elle fait face au jardin Clémence-Annick-Burgard qui est situé au 49, rue Pierre-Rebière.

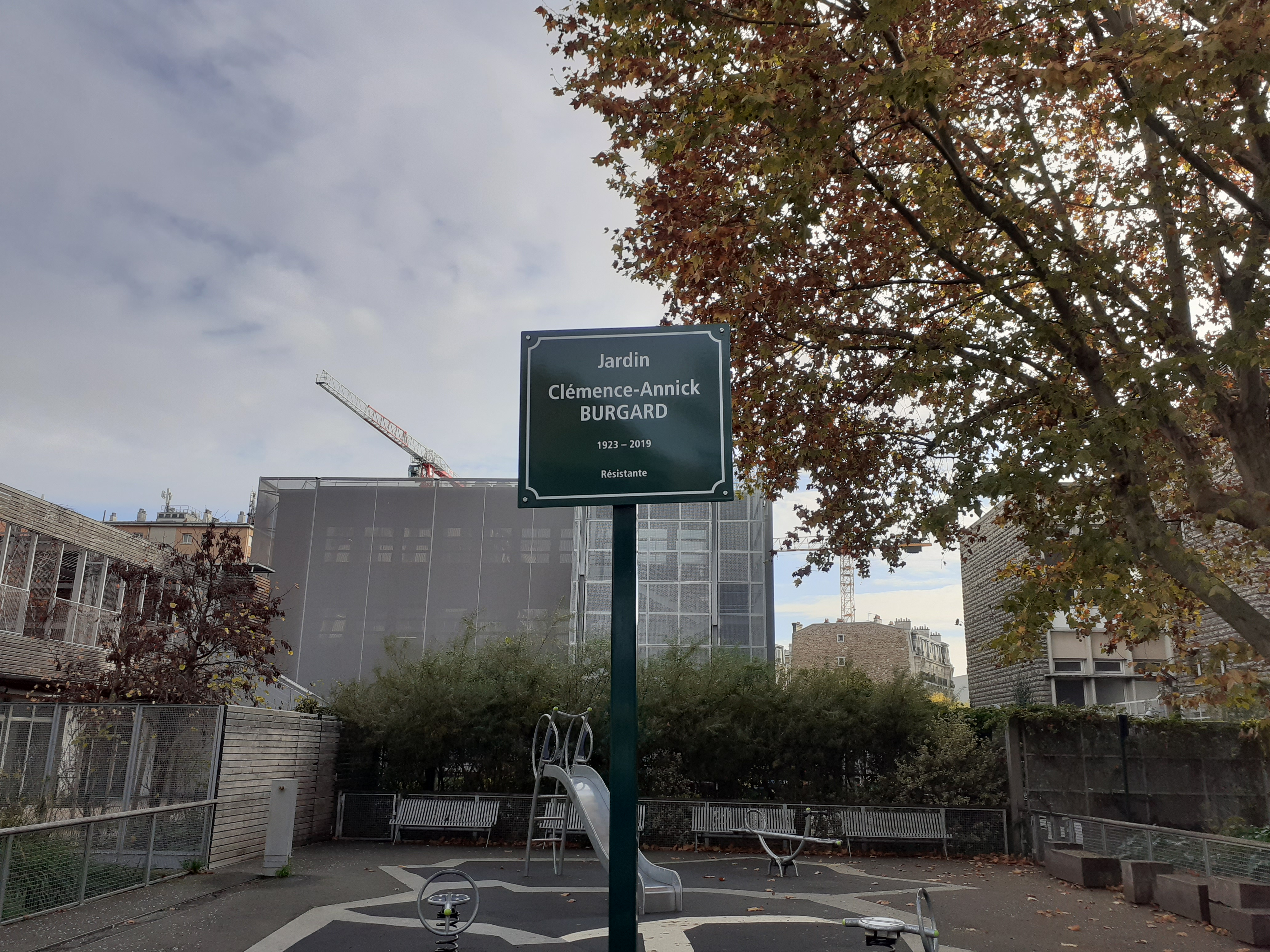
Le jardin Clémence-Annick-Burgard fait face à la place Blanche Lefebvre, vers le passage Rose-Valland.

## Bâtiments remarquables et lieux de mémoire
- Le jardin Clémence-Annick-Burgard.
- Le passage Rose-Valland.